# فرمان (مجموعه تلویزیونی ۲۰۱۹)
فرمان (به انگلیسی: the order) یک سریال تلویزیونی درام و ترسناک کانادایی-آمریکایی که توسط دنیس هیتون ساخته شده‌است. این سریال در ۷ مارس ۲۰۱۹ در شبکه نتفلیکس منتشر شد. بازیگران اصلی این سریال جیک مانلی، سارا گری، مت فروئر، سام ترمل، کاترین ایزابل و مکس مارتینی هستند. فصل اول پس از انتشار، نظرات مثبتی را دریافت کرد.
در مارس ۲۰۱۹ اعلام شد که این سریال برای فصل دوم ۱۰ قسمتی که در ۱۸ ژوئن سال ۲۰۲۰ منتشر شد، تمدید شد.

## داستان
پسری جوان به نام جک مورتون که یک دانشجوی کالج می‌باشد، به دنبال انتقام مرگ مادرش هست. به همین منظور او می‌بایست وارد انجمنی سری از جادوگران شود. اما پس از ورودش، درگیر جنگ میان آنها و گرگینه‌ها می‌شود و...

## پاسخ انتقادی
وب‌سایت راتن تومیتوز، بر اساس ۶ بررسی، ۱۰۰٪ تاییدیه برای فصل اول با میانگین امتیاز ۷٫۵ از ۱۰ گزارش کرد. و برای فصل دوم دارای ۱۰۰٪ تاییدیه با میانگین امتیاز ۷٫۶ از ۱۰ بر اساس ۵ بررسی است.